# 薩布利納 (喬治亞州)
薩布利納（英語：Subligna）是位於美國喬治亞州查圖加縣的一個非建制地區。該地的面積和人口皆未知。

## 地理
薩布利納的座標為34°33′36″N 85°11′15″W / 34.56000°N 85.18750°W，而該地的平均海拔高度為235米（即774英尺）。